# Luka Vukalović
Luka Vukalović (serb. Лука Вукаловић, pol. hist. Łukasz (Łuka) Wukałowicz; ur. 18 października 1823 w Bogojević Selo, zm. 6 lipca 1873 w Sałtyczii) – przywódca działań  partyzanckich w trakcie trzech hercegowińskich powstań przeciwko Imperium Osmańskiemu  (1852–1862), czarnogórski wojewoda.

## Biografia
Pochodził ze starszyzny rodowej z regionu Zupci. Nauczył się zawodu rusznikarza w Trebinje, który praktykował również przez kilka lat w Herceg Novi. Gdy Omer Pasza rozpoczął rozbrajanie ludności chrześcijańskiej Hercegowiny po spacyfikowaniu Bośni w 1852 r., mieszkańcy południowo-wschodniej Hercegowiny podjęli wspólne z Czarnogórcami powstanie przeciwko Turkom w latach 1852–1853, na którego czele stanął Luka Vukalović. Nie odniesiono jednak większych sukcesów w walce z wojskami tureckimi, którymi dowodził Omer Pasza, i tylko interwencja Austrii uchroniła Czarnogórę przed ostatecznym podporządkowaniem Turcji.
Po tym, jak Turcja wyszła wzmocniona z wojny krymskiej, a jej przedstawiciel na konferencji pokojowej w Paryżu w 1856 r. ogłosił Czarnogórę częścią Imperium Osmańskiego, czarnogórski książę Daniel I w odpowiedzi zgłosił roszczenia do części Albanii i Hercegowiny, zaczął ustanawiać tam swoją administrację, pobierać podatki i atakować osady muzułmańskie. Plemiona południowej i wschodniej Hercegowiny uznały rządy Daniela, sprzeciwiły się tureckim żądaniom podatkowym i ponownie powstały w latach 1857—1858 pod przywództwem Vukalovicia. Wspólnie z Czarnogórcami powstańcy rozgromili turecką ekspedycję karną pod Grahovacem 1 maja 1858 r.
Mianowany przez Daniela wojewodą, Vukalović rozpoczął oczyszczanie południowo-wschodniej Hercegowiny z Turków i ustanawianie autonomicznej administracji. Jednakże tylko niewielka część terytorium Hercegowiny stała się częścią niepodległego państwa czarnogórskiego, które zostało uznane przez Turków na wniosek wielkich mocarstw, zwłaszcza Francji. Luka Vukalović kontynuował powstanie, chcąc rozszerzyć je na całe Bałkany, co nieuchronnie wywołało niezadowolenie i sprzeciw Austrii. W 1861 r. bunt, podsycany w szczególności przez francuskiego konsula Hyacinthe'a Hécquarda, osiągnął kolejny punkt kulminacyjny po tym, jak Omerowi Paszy nie udało się przekonać Vukalovicia do ustąpienia. 
Dopiero, gdy po przegranej wojnie z Turcją w 1862 r. Czarnogóra musiała zobowiązać się do nieudzielania dalszego wsparcia powstańcom, Vukalović przyjął obietnice Turków, które jednak zostały dotrzymane tylko częściowo. Vukalović nie został mianowany wojewodą południowo-wschodniej Hercegowiny ani nie obniżono podatków dla ludności tego obszaru. Omer Pasza po prostu mianował go dowódcą wojsk pogranicznych. Niezadowolony z tego Vukalović bezskutecznie próbował wzniecić kolejne powstanie w 1865 r. W tej sytuacji musiał wyemigrować do Rosji. 
W okresie końcowym powstanie Luki Vukalovicia odegrało poważną rolę, gdyż w jego wyniku Hercegowina uzyskała autonomię.
Luka Vukalović zmarł we wsi Sałtyczija w guberni taurydzkiej.
Jest bohaterem utworu Łukasz Wukałowicz i Omer Pasza Teofila Lenartowicza.